# SPAD S.XII
Le SPAD XII est un avion militaire de la Première Guerre mondiale. L'appareil dérive du SPAD VII mais est équipé d'un moteur plus puissant, d'un canon Puteaux de 37 mm semblable à celui des chars Renault FT, ainsi que d'une mitrailleuse. Celle-ci fut parfois démontée pour améliorer l'équilibre du chasseur.
Le SPAD XII est la réponse de Louis Béchereau à une idée de Georges Guynemer proposant d'installer un canon dans le moyeu de l'hélice d'un chasseur pour en augmenter la puissance de feu, c'est le premier avion disposant d'un canon d'un tel calibre.
Le SPAD XII fut très peu produit. Il possédait l'inconvénient d'être, pour les novices, très difficile à manier. De la fumée remplissait le cockpit après le tir et l'avion alourdi avait une tendance à piquer du nez. Cependant, aux mains d'as tels que Fonck et Guynemer, il obtient de nombreuses victoires. 
L'United States Army Air Service en obtient un unique exemplaire, qui fut piloté entre autres par Charles J. Biddle.
Un exemplaire du S.XII a été transféré au Royaume-Uni le 9 mars 1918. L'avion a reçu le numéro d'immatriculation B6877 et a été testé à RAF Martlesham Heath. Les pilotes britanniques l'ont évalué négativement et après un accident le 4 avril 1918, l'avion fut abandonné.